# Dziedziczny książę
Dziedziczny książę/wielki książę, rzadziej książę dziedzic – tytuł arystokratyczny nadawany następcom tronu monarszego w niektórych księstwach/wielkich księstwach, wskazujący na ich szczególną pozycję wśród członków rodziny monarszej i arystokracji. Tytuł ten wykształcił się w rozbitych na wiele państw Niemczech i jest charakterystyczny dla państw niemieckojęzycznych.

## Dziedziczny Książę
Niemiecki Erbprinz do dziś jest tytułem następcy tronu w Księstwie Liechtensteinu:
- Alojzy (Erbprinz von und zu Liechtenstein)

Tytuł ten stosowany jest na określenie następcy tronu w Księstwie Monako:
- Jakub Grimaldi

## Dziedziczny Wielki Książę
Tytuł ten w wersji niemieckiej (niem. Erbgroßherzog) nosili do 1918 roku, następcy tronu w krajach Cesarstw Niemieckiego (w nawiasach ostatni posiadacze tytułu):
- Wielkie Księstwo Badenii – Fryderyk (1857–1928), panował w latach 1907–1918
- Wielkie Księstwo Hesji – Jerzy Donatan (1906–1937)
- Wielkie Księstwo Saksonii-Weimar-Eisenach – Karol August (1912–1988)
- Wielkie Księstwo Oldenburga – Mikołaj Fryderyk (1897–1970)
- Wielkie Księstwo Meklemburgii-Strelitz – Adolf Fryderyk (1882–1918), panował w 1914
- Wielkie Księstwo Meklemburgii-Schwerin – Fryderyk Franciszek (1910–2001)

Współcześnie tytuł ten nosi następca tronu:
- Wielkie Księstwo Luksemburga – Wilhelm (Erfgroothertog van Luxemburg)